# Тайхо (нэнго)
Тайхо или Дайхо (яп. 大宝 тайхо:, дайхо:, великое сокровище) — девиз правления (нэнго) японского императора Момму с 701 по 704 год.

## Продолжительность
Начало и конец эры:
- 21-й день 3-й луны 5-го года правления императора Момму (по юлианскому календарю — 3 мая 701 года); девиз правления был объявлен в честь поставок золота с острова Цусима;
- 10-й день 5-й луны 4-го года Тайхо (по юлианскому календарю — 16 июня 704 года).

## Происхождение
Название нэнго было заимствовано из классического древнекитайского сочинения Книга Перемен:「天地之大徳曰生、聖人之大宝曰位.

## События
- 701 год (1-й год Тайхо) — японское посольство в китайскую империю Тан[7];
- 701 год (1-й год Тайхо) — создание первого полного японского законодательного свода Тайхо — Рицурё;
- 702 год (2-й год Тайхо) — вступление в действие основных положений свода;
- 703 год (3-й год Тайхо) — составление первых реестров знати и инвентарных списков.

| Хронология девизов и периодов правления первых японских императоров |
| ------------------------------------------------------------------- |
|                                                                     |

## Сравнительная таблица
Ниже представлена таблица соответствия японского традиционного и европейского летосчисления. В скобках к номеру года японской эры указано название соответствующего года из 60-летнего цикла китайской системы гань-чжи. Японские месяцы традиционно названы лунами.
| 1-й год Тайхо (Металлический Бык) | 1-я луна*      | 2-я луна   | 3-я луна  | 4-я луна* | 5-я луна*             | 6-я луна  | 7-я луна* | 8-я луна*  | 9-я луна    | 10-я луна* | 11-я луна  | 12-я луна    |               |
| --------------------------------- | -------------- | ---------- | --------- | --------- | --------------------- | --------- | --------- | ---------- | ----------- | ---------- | ---------- | ------------ | ------------- |
| Юлианский календарь               | 13 февраля 701 | 14 марта   | 13 апреля | 13 мая    | 11 июня               | 10 июля   | 9 августа | 7 сентября | 6 октября   | 5 ноября   | 4 декабря  | 3 января 702 |               |
| 2-й год Тайхо (Водяной Тигр)      | 1-я луна*      | 2-я луна   | 3-я луна  | 4-я луна* | 5-я луна              | 6-я луна* | 7-я луна  | 8-я луна*  | 9-я луна    | 10-я луна* | 11-я луна* | 12-я луна    |               |
| Юлианский календарь               | 2 февраля 702  | 3 марта    | 2 апреля  | 2 мая     | 31 мая                | 30 июня   | 29 июля   | 28 августа | 26 сентября | 26 октября | 24 ноября  | 23 декабря   |               |
| 3-й год Тайхо (Водяной Кролик)    | 1-я луна       | 2-я луна*  | 3-я луна  | 4-я луна* | 4-я луна (високосная) | 5-я луна  | 6-я луна* | 7-я луна   | 8-я луна*   | 9-я луна   | 10-я луна* | 11-я луна*   | 12-я луна     |
| Юлианский календарь               | 22 января 703  | 21 февраля | 22 марта  | 21 апреля | 20 мая                | 19 июня   | 19 июля   | 17 августа | 16 сентября | 15 октября | 14 ноября  | 13 декабря   | 11 января 704 |
| 4-й год Тайхо (Деревянный Дракон) | 1-я луна*      | 2-я луна   | 3-я луна  | 4-я луна* | 5-я луна              | 6-я луна* | 7-я луна  | 8-я луна   | 9-я луна*   | 10-я луна  | 11-я луна* | 12-я луна    |               |
| Юлианский календарь               | 10 февраля 704 | 10 марта   | 9 апреля  | 9 мая     | 7 июня                | 7 июля    | 5 августа | 4 сентября | 4 октября   | 2 ноября   | 2 декабря  | 31 декабря   |               |

* звёздочкой отмечены короткие месяцы (луны) продолжительностью 29 дней. Остальные месяцы длятся 30 дней.